# Svazek obcí regionu Třeboňsko
Svazek obcí regionu Třeboňsko je dobrovolný svazek obcí v okresu Jindřichův Hradec, jeho sídlem je Třeboň a jeho cílem je sociálně ekonomický rozvoj Třeboňska a likvidace odpadů. Sdružuje celkem 27 obcí a byl založen v roce 1992.

## Obce sdružené v mikroregionu
- Cep
- Domanín
- Dunajovice
- Frahelž
- Halámky
- Hamr
- Hatín
- Hrachoviště
- Chlum u Třeboně
- Klec
- Lomnice nad Lužnicí
- Lásenice
- Lužnice
- Majdalena
- Novosedly nad Nežárkou
- Pístina
- Plavsko
- Ponědraž
- Ponědrážka
- Příbraz
- Rapšach
- Smržov
- Staňkov
- Stráž nad Nežárkou
- Stříbřec
- Záblatí
- Třeboň